# Stephanie Hendryckx
Stephanie Hendryckx (Brugge, 15 september 1839 – Loppem, 3 juli 1898) was een Brugse kantwerkster die als dienstmeid werkte voor Guido Gezelle en een rol speelde in zijn gedwongen overplaatsing naar Kortrijk.

## Vroege leven
Stephanie Hendryckx was de oudste dochter van Joannes Hendryckx (1811-1880) en Eugenia Vander Straete (1822 - na 1880). Stephanie werd anderhalve maand na het huwelijk geboren. Ze was aanvankelijk kantwerkster, maar moest hiermee stoppen wegens oogproblemen. Ze bleef het grootste deel van haar leven in Brugge wonen.

## Carrière

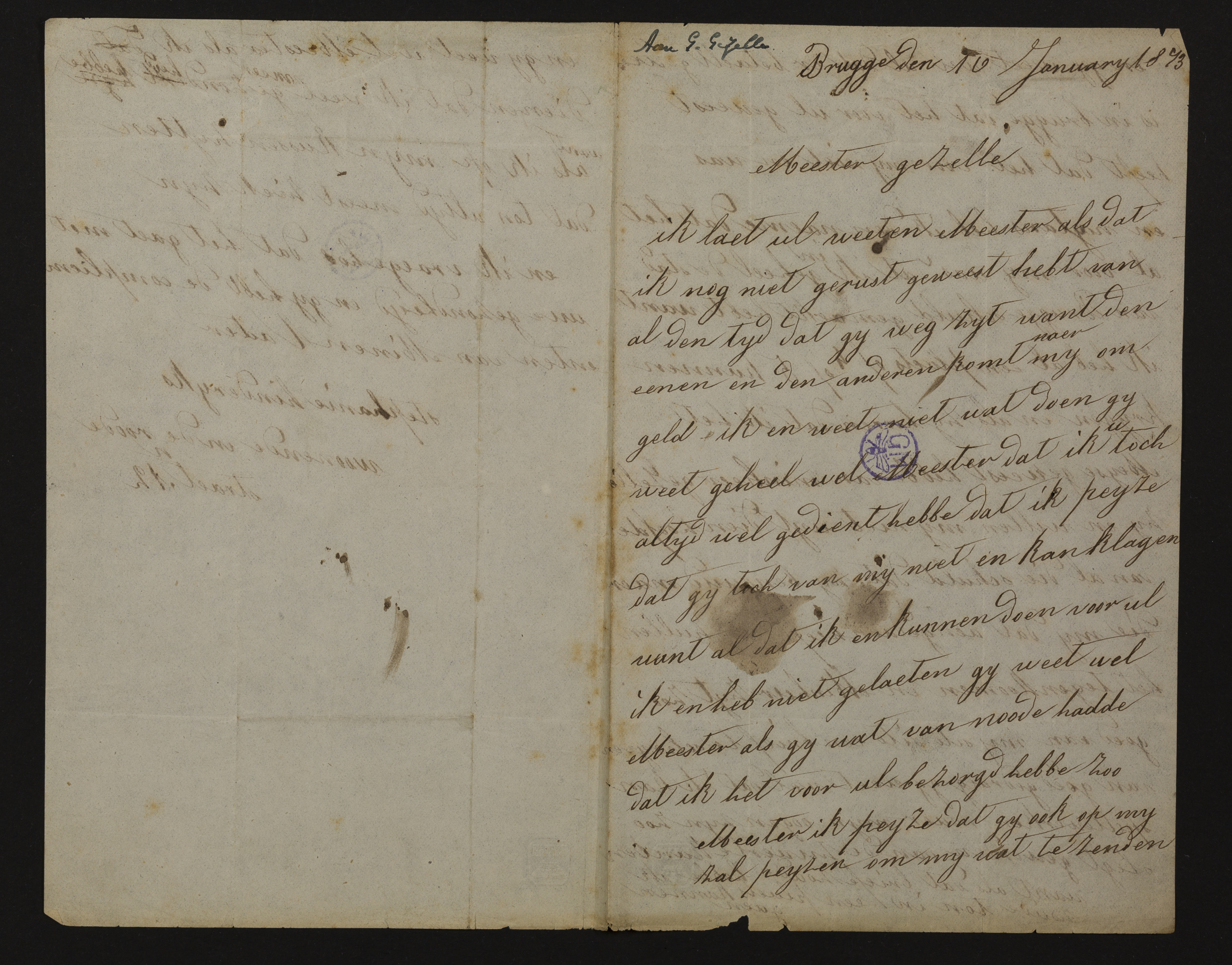
Brief van Stephanie aan Gezelle waarin ze haar onschuld volhoudt (Guido Gezellearchief, Aanw. 550)

in 1871 was ze in dienst bij de priester-dichter Guido Gezelle als dienstmeid. Samen met Gezelles jongste zus Florence stond ze in voor het huishouden. De relatie tussen Florence en Stephanie was vijandig. Florence verliet het huis in 1871 en ging bij haar zus en ouders in Heule ging wonen. Florence, haar broer Jozef en oudere zus Louise waarschuwden hun broer Guido dat Stephanie hem nog meer problemen zou bezorgen. 
Gezelles neef Caesar beschreef Stephanie als volgt: “…zijn meid, die zijns onwetens een zuiplap was en een dievegge […] hielp al wat ze helpen kon om den armen man eerst in de schulden te steken en dan zijnen naam en priesterlijke eer zwart te maken”.
In de zelfde periode had Gezelle ook een nauwe band met de familie Smith en in bijzonder Lady Smith, die hem op financieel vlak manipuleerden .
Hendryckx was jaloers op de band van Gezelle met Lady Smith en lag aan de basis van roddels die  in 1872 verschenen in ‘De Westvlaming’, een liberale krant waarmee de katholieke Gezelle als journalist regelmatig in conflict kwam.Hendryckx vertelde aan een journalist dat Gezelle ‘s nachts urenlang in zijn kamer de biecht afnam van Lady Smith. In het artikel werd op basis van deze laster allusie gemaakt op een relatie van Gezelle met Lady Smith. In het artikel wordt Stephanie 'de "keppe van haren meester" genoemd. 
Gezelle had op dat moment financiële moeilijkheden, deels veroorzaakt door schulden die Lady Smith had gemaakt, waaronder de aankoop van een gouden horloge als geschenk voor Gezelle, die al eerder aanleiding had gegeven tot roddels in de stad. Ook van Stephanie werd gezegd dat ze Gezelle bestal en schulden maakte in zijn naam.
Het samenspel van de financiële problemen, persprocessen en de roddels over Gezelle maakten de positie van Gezelle in Brugge onhoudbaar. Zijn broer Jozef maande hem aan om zijn overplaatsing te vragen, omdat ook zijn reputatie door deze zaak geschonden werd. Gezelle ontvluchtte de stad en kwam bij vrienden tot rust. Tijdens zijn afwezigheid maakte Louise Gezelle schoon schip: ze ontsloeg Stephanie in augustus 1872. Gezelle verliet in september zijn geboortestad Brugge en verhuisde onder dwang van het bisdom naar Kortrijk. Zijn schulden in Brugge werden via bemiddeling van de bisschop geregeld.

## Latere leven
Na haar ontslag raakte Stephanie door haar slechte reputatie nog maar moeilijk aan werk als meid, niettemin bleef ze haar onschuld volhouden. Uiteindelijk ging ze weer aan het werk als kantwerkster. In 1898 verhuisde ze naar Loppem, waar ze enkele maanden later overleed op 58-jarige leeftijd.

## Voetnoten
1. ↑  Platteau, Karel, 16/04/1873, Brugge, Mathilde Sophie Theresia Renodeyn i.n.v. Stephanie Hendryckx aan [Guido Gezelle]. GezelleBrOn, Wetenschappelijke editie van de correspondentie van Guido Gezelle. Guido Gezellearchief, KANTL/CTB (2023). Geraadpleegd op 3 augustus 2024.
2. 1 2  Stephanie Hendryckx. Biografisch Plein. Guido Gezellearchief, KANTL/CTB. Gearchiveerd op 24 september 2023. Geraadpleegd op 8 maart 2024.
3. 1 2 3  Depuydt, Els  (2019). Guido Gezelle en Lady Smith: nieuwe vondsten en feiten. Biekorf  119: 385-403
4. ↑  Muylaert, Willy (1980). Guido Gezelle en Brugge: het thema van de stad in zijn dichterlijk oeuvre. Gidsenbond, p. 11.
5. 1 2 3  Plas, Michel van der (1991). Mijnheer Gezelle: biografie van een priester-dichter (1830 - 1890). Lannoo [u.a.], Tielt, p. 293-305. ISBN 978-90-209-1794-9.
6. ↑  Vermeulen, Julien  (augustus 2023). 't En is toch maar zelden dat ik achter verzen kome. Rijmtijd. Tijdschrift voor liefhebbers van de poëzie van Guido Gezelle  99
7. ↑  Gezelle, Caesar (1928). Uit 't land en 't leven van Guido Gezelle, p. 28.
8. ↑  Gezelle, Caesar (1918). Guido Gezelle 1830-1899, p. 152-153.
9. 1 2 3 4 5  Roddels van de meid. De schandelijke Lady Smith. Guido Gezellearchief. Geraadpleegd op 10 maart 2024.
10. ↑  Stefan Vankerckhoven, Baanbrekend werk naar intieme relatie  Guido Gezelle. KW. Roularta (20 juli 2020). Geraadpleegd op 10 maart 2024.
11. ↑  West-Vlaams dialectwoord voor "geliefde" dat op uiteenlopende wijzen kan worden geïnterpreteerd.https://dsdd.ivdnt.org/DSDD/search/map?dir=1&word=keppe
12. ↑  Baur, Frank (3 april 1943). Dichtwerken (deel 1 en 2). L.J. Veen's Uitgeversmaatschappij  Amsterdam, p. 19.
13. ↑  Denys, Bertrand  (1999-06). Guido Gezelle en zijn Loppemse relaties. Zilleghem  20
14. ↑  Viaene, Antoon  (1960). De verwijdering van Gezelle uit Brugge 1872. Biekorf  61: 6
15. ↑  Schepens, Luc  (1970). Guido Gezelle en de familie Smith Brugge, 1872 - Kortrijk, 1873. Gezellekroniek  6: 19-44